# Stanislaus van Mazovië
Stanislaus van Mazovië (17 mei 1501 - 8 augustus 1524) was van 1503 tot aan zijn dood hertog van Czersk, Warschau, Liw, Nur en Zakroczym. Hij behoorde tot de Mazovische tak van het huis Piasten.

## Levensloop
Stanislaus was de oudste zoon van hertog Koenraad III Rudy van Warschau en diens derde echtgenote Anna, dochter van Nicolaas Radziwiłl, woiwode van Vilnius en grootkanselier van het grootvorstendom Litouwen. Na het overlijden van zijn vader in oktober 1503 erfden Stanislaus en zijn jongere broer Jan III diens domeinen. 
Wegens hun minderjarigheid werden de broers onder het regentschap geplaatst van hun moeder. De meeste van hun Mazovische bezittingen (buiten het district Czersk) riskeerden geannexeerd te worden door het koninkrijk Polen, maar op 14 maart 1504 werd hun volledige erfenis door koning Alexander van Polen erkend.
Wegens de constante rellen van de plaatselijke adel begonnen Stanislaus en Jan III in 1518 zelfstandig te regeren. Hun moeder Anna bleef evenwel de echte macht in Mazovië behouden tot aan haar dood in 1522. In 1519 intervenieerden de broers in de oorlog tussen Polen en de Duitse Orde door hulptroepen naar koning Sigismund I van Polen te sturen. In de winter van 1519-1520 veroverden de broers persoonlijk enkele steden in Mazurië. Tegelijkertijd begon hij geheime onderhandelingen met de Duitse Orde voor een wapenstilstand, die in december 1520 van kracht ging. Enkele maanden later werd er vrede gesloten tussen Polen en de Duitse Orde.
Stanislaus en Jan III hadden in hun privéleven een grote voorliefde voor drank en vrouwen. Om zijn bloedlijn verder te zetten startte Stanislaus in 1523 onderhandelingen voor een huwelijk met Hedwig (1513-1573), dochter van koning Sigismund I van Polen. Het huwelijk vond echter niet plaats omdat Stanislaus in augustus 1524 stierf, vermoedelijk door zijn losbandig hofleven. Hij werd bijgezet in de Johanneskathedraal van Warschau.